# Frankenia tetrapetala
Frankenia tetrapetala är en frankeniaväxtart som beskrevs av Jacques-Julien Houtou de La Billardière. Frankenia tetrapetala ingår i släktet frankenior, och familjen frankeniaväxter. Utöver nominatformen finns också underarten F. t. tetrapetala.